# Saint-Paul-de-Vence
Saint-Paul-de-Vence es una población y comuna francesa, en la región de Provenza-Alpes-Costa Azul, departamento de Alpes Marítimos, en el distrito de Grasse y cantón de Cagnes-sur-Mer-Ouest.
También se la llama Saint-Paul de Vence. Aquí vivió y está enterrado Marc Chagall. También pasó sus últimos años en el pueblo el escritor afroamericano James Baldwin.

## Demografía
| 1 057                     | 1 051 | 1 066 | 1 095 | 936 | 1 023 | 936 | 958 | 837 | 810 | 764 | 732 | 714 | 689 | 735 | 691 | 766 | 761 | 758 | 772 | 750 | 1 000 | 998 | 1 041 | 1 073 | 1 250 | 1 416 | 1 570 | 1 917 | 2 542 | 2 903 | 2 847 | 3 336 | 3 374 |
| (Fuente: Cassini e INSEE) |       |       |       |     |       |     |     |     |     |     |     |     |     |     |     |     |     |     |     |     |       |     |       |       |       |       |       |       |       |       |       |       |       |